# Nénette et Rintintin
Pour les articles homonymes, voir Nénette et Rintintin.

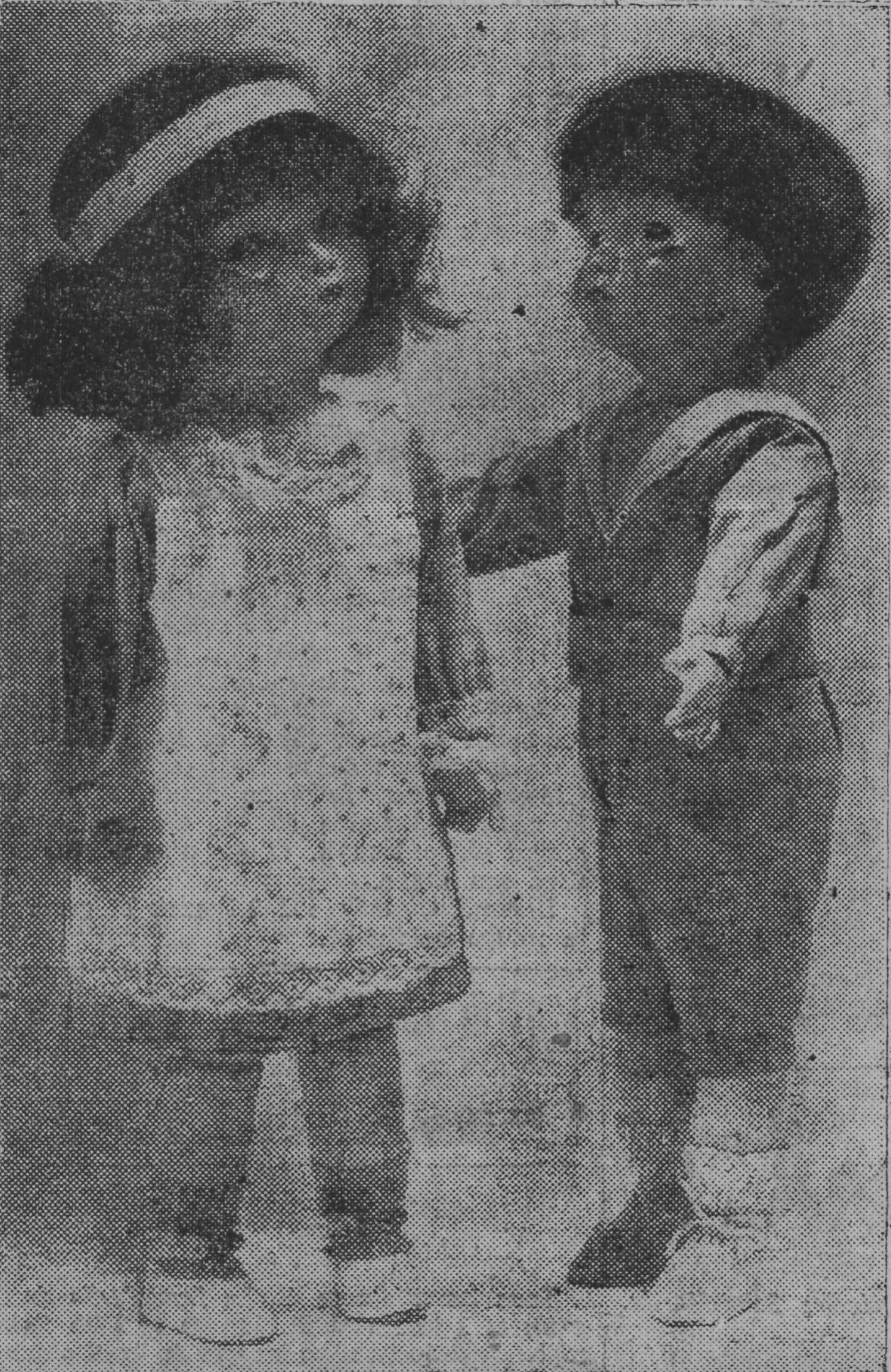
Nénette (d.) et Rintintin (g.), poupées créées par Francisque Poulbot en 1913.

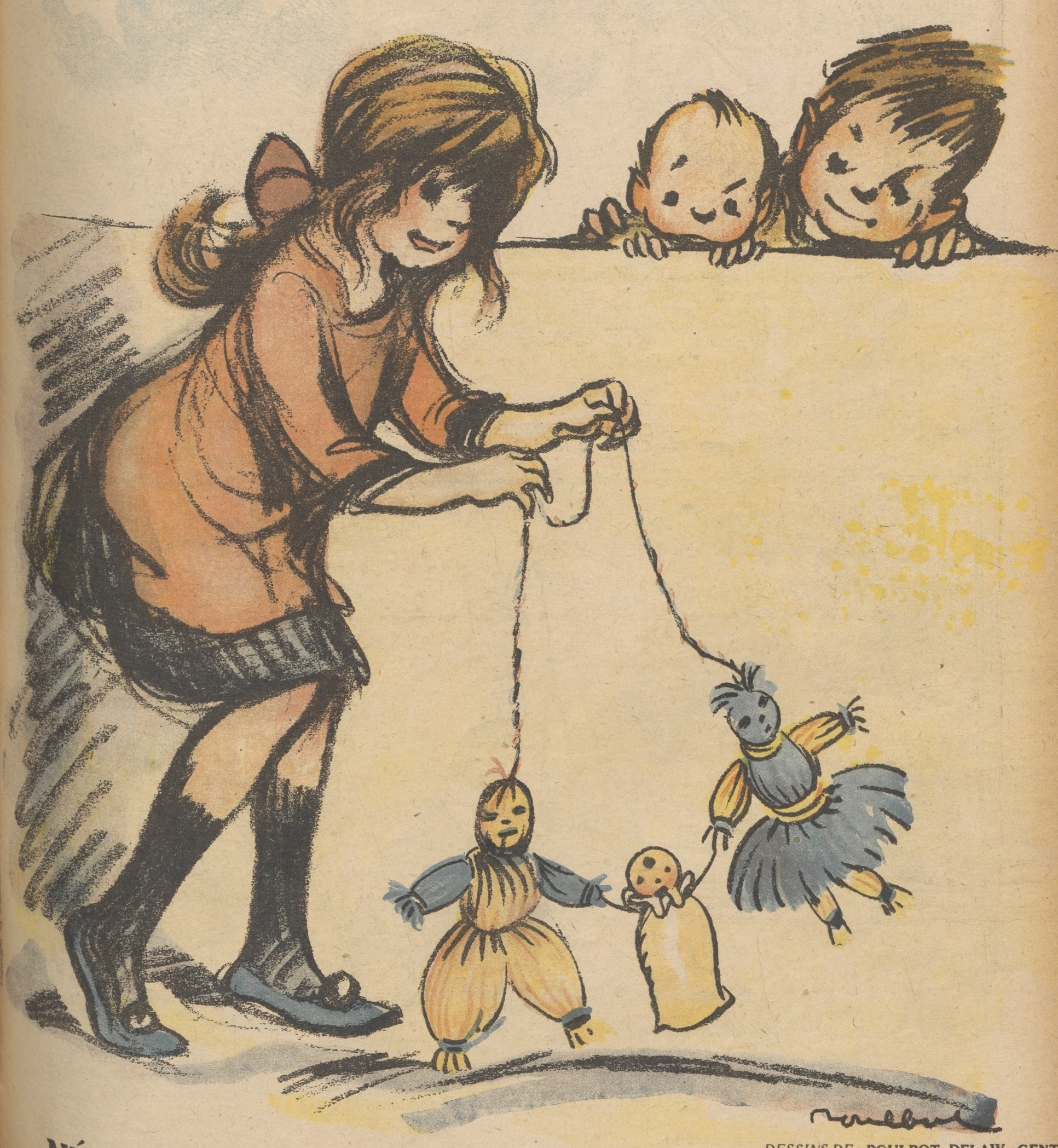
Une petite fille jouant avec des Nénette et Rintintin de laine. Dessin de Francisque Poulbot, 1918.

Nénette et Rintintin sont un couple de poupées en laine confectionnées en France peu avant la Première Guerre mondiale et aussitôt devenues des porte-bonheur. À l'origine, Rintintin est la fille et Nénette, le garçon, mais les genres sont rapidement inversés, dès 1913.

## Description
L'origine de ces deux petites poupées est à trouver chez Francisque Poulbot, dessinateur qui crée un couple d'enfants, Nénette et Rintintin, en 1913. Il est alors motivé par son agacement vis-à-vis de la mainmise allemande sur le secteur du jouet en France. Avant le déclenchement de la guerre, il commercialise sa création sous forme de poupées à tête de porcelaine, les « poupées Poulbot ». Ce couple est créé à l'image de son propre couple, dans lequel Rintintin, c'est elle, et Nénette, c'est lui. Mais cette propriété lui échappe rapidement.
Nénette et Rintintin deviennent deux petits mannequins, généralement en fils de laine, reliés par un fil faisant penser à un chapelet. Elles sont très populaires en 1918, alors que la capitale est à portée de l'artillerie, et sont offertes au fiancé, à l'être aimé, qu'il soit au front ou non. Ils sont parfois accompagnés, comme sur des cartes postales, de leur enfant Radadou.
Le couple apparaît dans les revues illustrées de l'époque, dont Fantasio et La Baïonnette.

## Postérité
Ces couples de poupées figurent parfois des couples italo-français ou américano-français, dans le cadre de la participation des Alliés aux hostilités. Pour ce dernier exemple, le chien Rintintin, né vers 1918, tire son nom de ces couples de poupées.
Le couple est encore populaire après guerre, ce qui fait écrire Pablo Picasso à André Malraux : « Les peintres, enfin : les tableaux ! deviennent comme les canards qui ont mangé la même ficelle. Les vieux couples, vous savez ? Peut-être, c’est la France : Corneille et Racine, Ingres et Delacroix, Corot et Daumier, Cézanne et Van Gogh, Nénette et Rintintin… ».
En 2012, l'artiste Antoine Poncet leur consacre une de ses œuvres, lors de l'exposition 1917 au centre Pompidou-Metz.

### Vidéographie
- Nénette et Rintintin, dans Karambolage, coll. « L'Objet » (no 380), 31 janvier 2016, 4 min [présentation en ligne] ; auteur Perrine Kervran ; mise en image Laure Dorin ; émission diffusée le 31 janvier 2016